# ライカル線
ライカル線（ライカルせん）とは、配線ケーブルのこと。主にオーディオ機器の配線に用いられる。シリコーンで被覆した導線で耐熱性や、しなやかさがある。本来は上記の用途に使われていたが、　タイムドメイン理論の提唱者である由井啓之、タイムドメイン・スピーカー愛用者信奉者により、そのスピーカーケーブルとして使用されることが多い。